# Shakūr Kandī
Shakūr Kandī (persiska: شَكور كَندی, شکور کندی) är en ort i Iran.   Den ligger i provinsen Västazarbaijan, i den nordvästra delen av landet, 500 km väster om huvudstaden Teheran. Shakūr Kandī ligger 1 282 meter över havet och antalet invånare är 475.
Terrängen runt Shakūr Kandī är mycket platt.Runt Shakūr Kandī är det tätbefolkat, med 319 invånare per kvadratkilometer. Närmaste större samhälle är Chahār Borj-e Qadīm, 11,1 km nordost om Shakūr Kandī. Trakten runt Shakūr Kandī består till största delen av jordbruksmark.